# Lanspesada
Antiguamente, se llamaba lanspesada a una especie de cabo segundo de infantería con más paga que un soldado. 
La etimología de este nombre venía del italiano lancia spezzata, esto es lanza rota. Se daba este nombre al soldado de caballería ligera que habiendo roto su lanza honrosamente en un combate y quedado desmontado, se le agregaba a la infantería con la misma paga de soldado de caballería ligera hasta que era promovido a otro empleo más lucrativo y entretanto la infantería tenía a mucho honor contarle entre sus filas. A estos soldados no se les solía obligar a llevar el arcabuz y solo usaban una lanza corta. 